# WeChat
WeChat (微信, Weixin) is een online sociaal netwerk en chatapp van het Chinese bedrijf Tencent. De chatapp werd in 2011 uitgebracht. Het is vergelijkbaar met een combinatie van Twitter, Facebook en WhatsApp.
Met WeChat is het mogelijk om diensten en goederen te betalen, zoals het kopen van een vliegticket of het bestellen van een taxi. Hiermee is WeChat veel uitgebreider dan de vergelijkbare westerse diensten Facebook en WhatsApp. Verder leunt de app vrij zwaar op het gebruik van QR-codes. Deze QR-codes kunnen gebruikt worden voor het toevoegen van contacten en voor het betalen in winkels.

## Gebruik
In 2022 heeft WeChat 1,2 miljard gebruikers. Van de 1,2 miljard gebruikers zit meer dan de helft langer dan anderhalf uur per dag op de app. De gemiddelde gebruiker stuurt 74 berichten per dag.

## Functies
WeChat heeft onderstaande functies:
- Chatten;
- Stemberichten opnemen;
- Bellen en videobellen;
- Tijdlijn bijhouden;
- Mensen ontmoeten met de Shake-functie.

Betalen:
- Taxi, eten of boodschappen bestellen;
- Betalen via WeChat pay;
- Beltegoed kopen;
- Treinkaartjes en vliegtickets kopen;
- Hotels boeken.

Verder is WeChat verbonden met een groot aantal Chinese apps die via WeChat te gebruiken zijn zonder dat elke app individueel hoeft te worden gedownload.

## Censuur
In 2013 werd bekend dat het versturen van berichten in het Chinees werden gefilterd en vervolgens geblokkeerd. Er kwam dan een boodschap dat het bericht opnieuw moest nagekeken worden omdat er beperkte en dus gecensureerde woorden in stonden. Dit gebeurde in alle gevallen, ook als de gebruikers beiden buiten China woonden. Binnen China is sowieso alle communicatie gecensureerd. De volgende dag verklaarde Tencent dat het probleem per direct opgelost was voor internationale WeChat-gebruikers. Het probleem werd geweten aan het feit dat alle servers van WeChat in China stonden en bijgevolg onderworpen waren aan de censuurregels.
Na de overweldigende overwinning van democratische kandidaten bij de lokale verkiezingen van Hongkong in 2019, censureerde WeChat berichten met betrekking tot de verkiezing.
In 2020 censureerde WeChat berichten over de coronapandemie.